# فلافيو إلياس كورديرو
فلافيو إلياس كورديرو (بالبرتغالية: Flávio Elias Cordeiro‏) (23 أبريل 1975 في البرازيل – )؛ هو لاعب كرة قدم كان يلعب كمهاجم.

## وصلات خارجية
- فلافيو إلياس كورديرو على موقع رابطة كرة القدم اليابانية للمحترفين (اليابانية)
- فلافيو إلياس كورديرو على موقع قاعدة بيانات كرة القدم.إي يو (الإنجليزية)
- فلافيو إلياس كورديرو على موقع Soccerway.com (الإنجليزية)
- فلافيو إلياس كورديرو على موقع عالم كرة القدم.نت (الإنجليزية)